# Илезе, Салем
Салем Илезе (англ. Salem Ilese, род. 19 августа 1999) ― американская певица и автор песен.

## Ранние годы
Илезе родилась в Милл-Вэлли, штат Калифорния. Её карьера как автора песен началась в возрасте 10 лет, когда она начала заниматься с Бонни Хейс (автором песен для Bonnie Raitt и Cher) в Сан-Франциско. Она также училась в музыкальном колледже Беркли.

## Карьера
Её сингл «Mad at Disney» был удостоен золотой награды RIAA. Песня появилась в чарте Spotify Viral 50, достигла 67-го места в Billboard Global 200 в 2020 году, попала в список Rolling Stone Top 100 Popular Songs в том же году и достигла 16-го места в Billboard Top Triller Global в 2021 году. Кроме того, Илезе была соавтором песен Джейми Миллера «Here's Your Perfect», Беллы Поарч «Build a Bitch» и Tomorrow X Together «Anti-Romantic». В 2022 году она выпустила трек «Married to Your Melody».